# Francisco I. Madero 1.ª Sección
Francisco I. Madero 1.ª Sección es una localidad del municipio de Centro ubicado en la subregión centro del estado mexicano de Tabasco. Anteriormente la localidad era conocida como Medellín y Madero 1.ª Sección (Fco. I. Madero) hasta que el 30 de octubre de 2005 cambio a su nombre actual.

## Geografía
La localidad de Francisco I. Madero 1.ª Sección se sitúa en las coordenadas geográficas 18°07′06″N 92°50′58″O / 18.11833, -92.84944, a una elevación de 7 metros sobre el nivel del mar.

## Demografía
Según el Censo de Población y Vivienda 2020, efectuado por el Instituto Nacional de Estadística y Geografía, la localidad de Francisco I. Madero 1.ª Sección tiene 1,125 habitantes, de los cuales 557 son del sexo masculino y 568 del sexo femenino. Su tasa de fecundidad es de 2.05 hijos por mujer y tiene 282 viviendas particulares habitadas.
| Gráfica de evolución demográfica de Francisco I. Madero 1.ª Sección entre 1930 y 2020 |
|                                                                                       |
| INEGI.                                                                                |